# Americké přírodovědné muzeum
Americké přírodovědné muzeum (anglicky: American Museum of Natural History) je jedno z největších muzeí světa. Nachází se v Upper West Side na ostrově Manhattan v New Yorku ve Spojených státech amerických. Sestává z 25 propojených budov, které ukrývají 46 sálů se stálými výstavami, výzkumné laboratoře a renomovanou knihovnu.
Sbírky muzea obsahují více než 32 milionů exemplářů, z nichž je ale vystaven pouze malý zlomek. Muzeum zaměstnává více než 200 vědců a každý rok sponzoruje více než 100 specializovaných vědeckých expedic.

## Historie

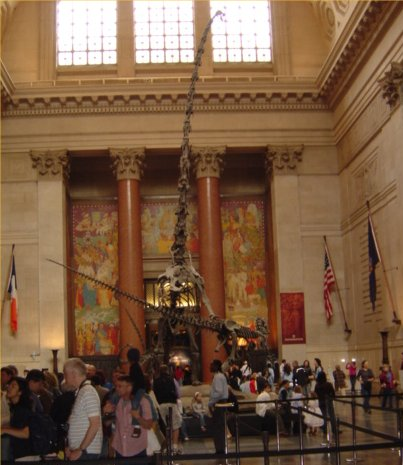
Hlavní hala v Památníku Theodora Roosevelta

Muzeum bylo založeno roku 1869. Než byl postaven jeho současný komplex, bylo umístěno ve staré budově Arsenal v Central Parku. Muzeum založili Theodor Roosevelt st., otec prezidenta Theodora Roosevelta, John David Wolfe, William T. Blodgett, Robert L. Stuart, Andrew H. Green, Robert Colgate, Morris K. Jesup, Benjamin H. Field, D. Jackson Steward, Richard M. Blatchford, J. Pierpont Morgan, Adrian Iselin, Moses H. Grinnell, Benjamin B. Sherman, A. G. Phelps Dodge, William A. Haines, Charles A. Dana, Joseph H. Choate, Henry G. Stebbins, Henry Parish a Howard Potter. Uskutečnil se tím sen přírodovědce Alberta S. Bickomora, který za založení přírodovědného muzea v New Yorku lobboval po několik let. Jeho žádost, zaštítěná mocnými sponzory, získala podporu guvernéra státu New York Johna Thompsona Hoffmana, díky němuž bylo muzeum oficiálně založeno 6. dubna 1869.

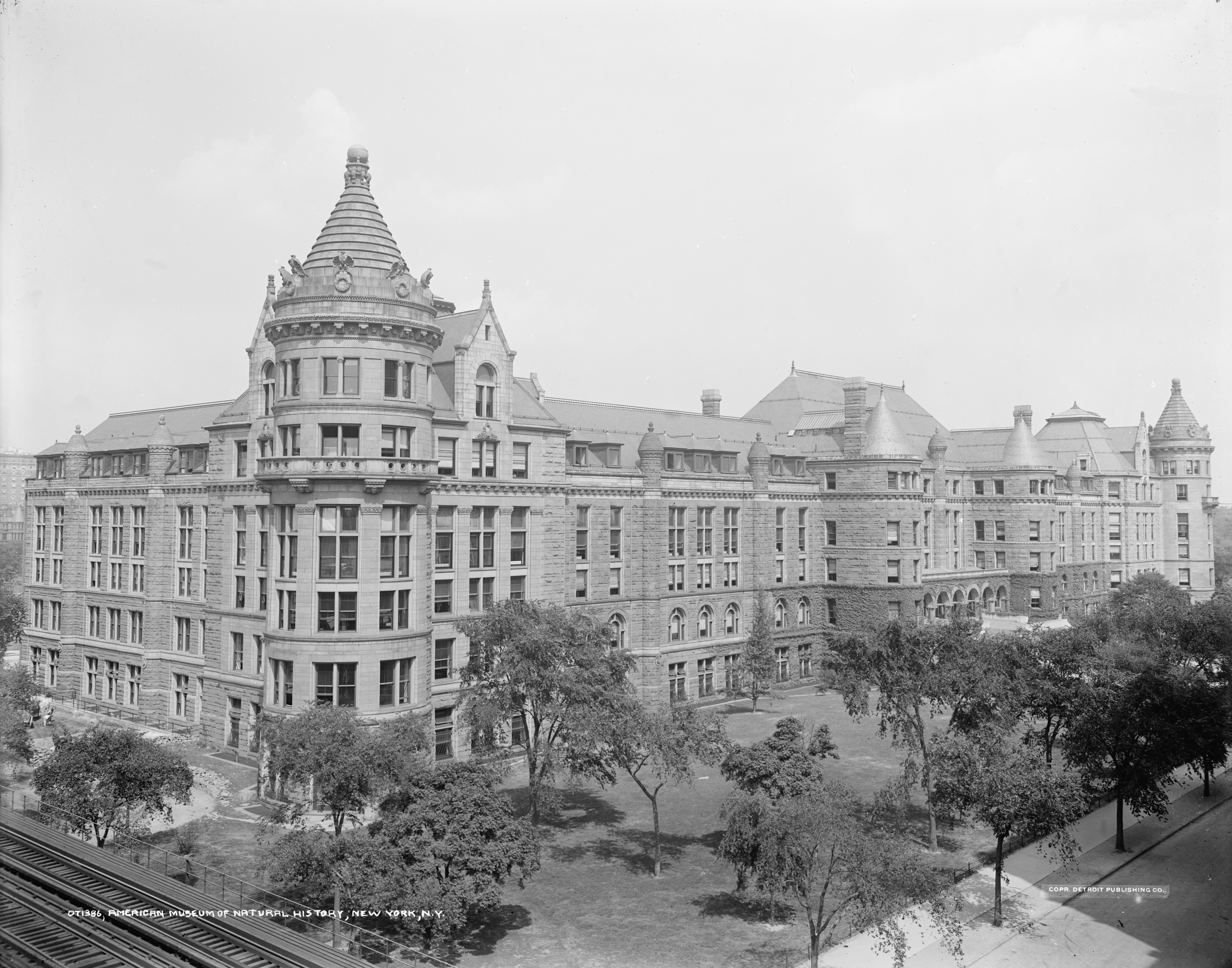
Jižní průčelí muzea (asi 1900–1910)
(J. Cleaveland Cady)

Roku 1874 byl položen základní kámen první z budov muzea, který je dnes ukryt mezi mnoha dalšími budovami komplexu zabírajícími většinu Manhattanského náměstí. Původní novogotickou budovu, otevřenou roku 1877, navrhli architekti Calvert Vaux a J. Wrey Mould, kteří již v té době byli úzce spojovaní s architekturou Central Parku. Brzy byla postavena další část muzea na jižní straně podél West 77th Street, kterou navrhl architekt J. Cleaveland Cady. Tato 210 m dlouhá pseudorománská rustikovaná budova z hnědého železitého pískovce se 46 metrů vysokými věžemi po stranách byla ovlivněna stavbami H. H. Richardsona. Vstup z ulice Central Park West, the New York State Memorial to Theodore Roosevelt, který dokončil roku 1936 architekt John Russell Pope, je postaven ve slohu Beaux-Arts. Vede do obrovské baziliky v pseudorománském slohu, kde návštěvníky uvítá replika kostry barosaura bránícího svá mláďata před allosaurem. Do muzea lze vstoupit také ze 77th Street přes foyer pojmenované „Grand Gallery“, kde lze spatřit kánoi indiánského kmene Haidů. Za tímto sálem následuje nejstarší výstava muzea, sál s exponáty indiánských kmenů ze severozápadního pobřeží Spojených států.
Mezi známé osobnosti spojované s muzeem patří paleontolog a geolog Henry Fairfield Osborn, mnohaletý prezident, který proslul vykopávkami dinosaurů v poušti Gobi, Roy Chapman Andrews, který byl inspirací pro postavu Indiana Jonese, George Gaylord Simpson, biolog Ernst Mayr, průkopníci kulturní antropologie Franz Boas a Margaret Mead, zeměpisec Alexander H. Rice ml. a ornitolog Robert Cushman Murphy. Mezi známé mecenáše muzea patřil finančník J. P. Morgan. Harry Payne Whitney zase muzeu financoval výpravu zvanou Whitney South Seas Expedition, která v letech 1920–1932 významně rozšířila muzejní sbírky biologických a antropologických exponátů z jihozápadního Tichomoří.

### Knihovna
Knihovna Amerického přírodovědného muzea byla založena roku 1880 a od té doby se rozrostla v jednu z největších přírodovědných knihoven na světě. Zpočátku se sbírky jejích knih rozrůstaly především díky darům, jako byla například konchologická knihovna Johna C. Jaye, knihovna Carsona Brevoorta s knihami o rybách a obecné zoologii, ornitologická knihovna Daniela Girauda Elliota, entomologická knihovna Harryho Edwardse či sbírka geologických knih Julese Marcoua. Roku 1903 uložila v muzeu své knihy Americká etnologická společnost a roku 1905 ji následovala Newyorská akademie věd se svou sbírkou knih obsahující 10 000 svazků. Dnes knihovna obsahuje více než 450 000 svazků monografií, periodik, pamfletů, reprintů, mikrofilmů a původních ilustrací, ale také fotografické filmy, fotografie, rukopisy, umělecká díla a sbírky vzácných knih. Knihovní sbírky pokrývají témata jako geologie, mineralogie, antropologie, entomologie, mammalogie, herpetologie, ichtyologie, ornitologie, etologie, studium bezobratlých, konchologie, systematika, ekologie, oceánografie, dějiny vědy, muzeologie, bibliografie a různé další méně významné přírodní vědy. Některé materiály pochází až z 15. století.

## Výstavy

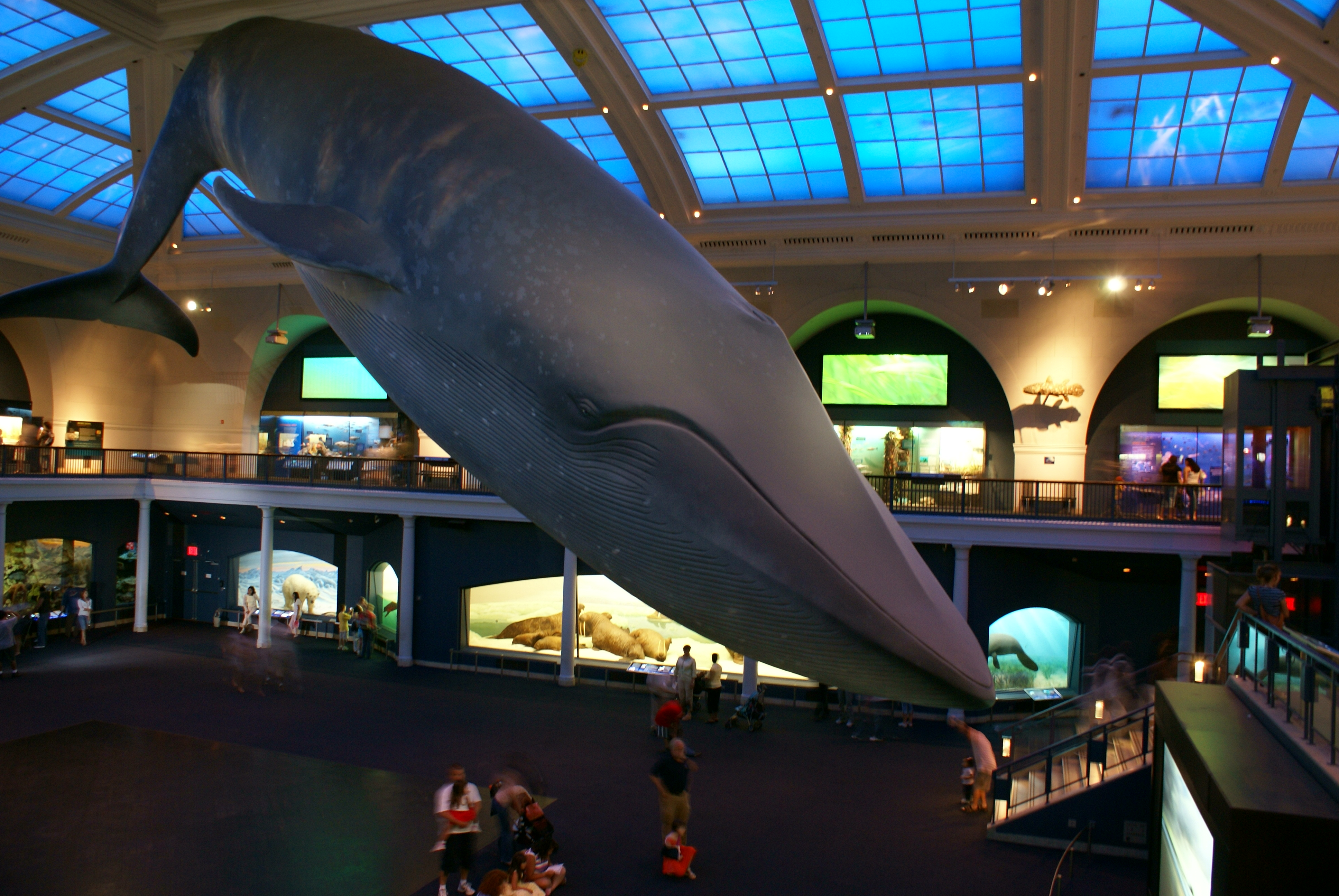
Model plejtváka obrovského

V muzeu lze vidět různá dioramata s africkými, asijskými a severoamerickými savci, model plejtváka obrovského vystavený v Milstein Family Hall of Ocean Life (znovuotevřena roku 2003), 19 m dlouhou pomalovanou válečnou kanoi indiánského kmene Haidů ze severozápadního pobřeží, masivní 34 tuny těžký meteorit nalezený na grónském mysu York a největší hvězdicový safír na světě Hvězda Indie (Star of India) Celé jedno podlaží je věnované evoluci obratlovců. Muzeum také disponuje rozsáhlými antropologickými sbírkami spojenými s domorodými národy Asie, Tichomoří, Afriky a Jižní a Severní Ameriky.
S muzeem spojené Haydenovo planetárium je nyní součástí Rose Center for Earth and Space, které se nachází ve skleněné krychli, uvnitř níž je velká koule Space Theater. Autorem této konstrukce je architekt James Stewart Polshek. Jednou ze známých výstav Rose Centra je Heilbrun Cosmic Pathway, otevřená roku 2000.

### Vývoj člověka

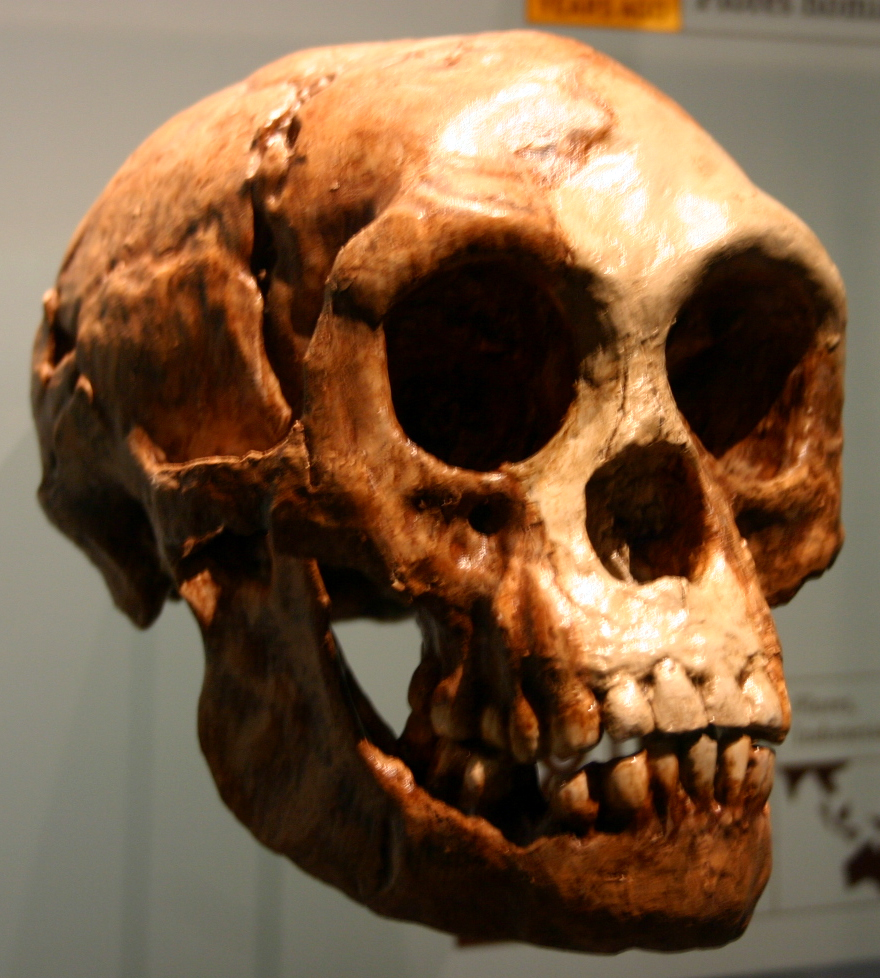
Odlitek lebky Homo floresiensis

Bernard and Anne Spitzer Hall of Human Origins byla otevřena již roku 1921, tehdy pod názvem Hall of the Age of Man, a stále je jedinou významnou výstavou ve Spojených státech zabývající se do hloubky lidskou evolucí.
V sále lze spatřit dioramata s předchůdci člověka Australopithecus afarensis, Homo ergaster, neandertálci, a kromaňonci v životní velikosti, přičemž u každého z těchto druhů je demonstrováno chování a schopnosti, jaké mu vědci dnes připisují. Vystaveny jsou také odlitky významných fosilních nálezů, včetně 3,2 milionu let staré Lucy, 1,7 milionu let staré kostry tzv. chlapce z Turkany a různé exempláře Homo erectus včetně odlitku člověka pekingského.
Dále jsou v sále vystaveny repliky uměleckých děl z poslední doby ledové nalezené v oblasti Dordogne v jihozápadní Francii. Siluety koní vytesané do vápence před téměř 26 000 lety jsou považované ze nejstarší umělecké dílo.

### Sály s minerály a drahokamy
V Harry Frank Guggenheim Hall of Minerals jsou vystaveny stovky neobvyklých minerálů. Sousedící Morgan Memorial Hall of Gems pak obsahuje různé vzácné drahokamy.
Na výstavě lze zhlédnout mnoho vzorků z více než 100 000 exemplářů, které muzeum vlastní. Mezi ně patří i smaragd Patricia, 12stěnný 632karátový (126g) kámen, který je považován za jeden z nejvzácnějších smaragdů na světě. Objeven byl ve 20. letech 20. století vysoko v kolumbijských Andách a byl pojmenován po dceři majitele dolu. Patricia je jeden z mála kvalitních velkých smaragdů, který nebyl vybroušen. Dále je zde vystavena 563karátová (113g) Hvězda Indie, největší a nejslavnější hvězdicový safír na světě. Objeven byl před 300 lety na Srí Lance. Muzeu ho daroval finančník J. P. Morgan. Tenkou zářivou šesticípou hvězdu (asterismus) vytváří světlo odrážené od jehlových krystalů rutilu uvnitř safíru. Aby se zvýraznila krása safíru, byl vybroušen do oblého tvaru cabochonu. Mezi další významné exponáty patří 21 327karátový (270 kg) topaz Brazilská princezna, což je největší broušený drahokam na světě, 4,5tunový malachit nalezený v Copper Queen Mine v Bisbee v Arizoně a vzácný 100karátový (20g) oranžový padparadscha safír ze Srí Lanky.
29. října 1964 byla Hvězda Indie z muzea ukradena spolu s několika dalšími vzácnými kameny. Skupina lupičů se dostala do budovy přes okno, které si otevřeli několik hodin před uzavřením muzea. Hvězda Indie a další drahokamy byly později nalezeny ukryté ve skříňce na zavazadla na autobusovém nádraží v Miami, ale jeden z nich, Eagle Diamond, nalezen nebyl. Není vyloučeno, že tento diamant byl od té doby přebroušen.

### Sál s meteority
Arthur Ross Hall of Meteorites obsahuje některé z nejvzácnějších exemplářů meteoritů na světě, včetně meteoritu Ahnighito, což je úlomek 200tunového meteoritu z grónského mysu York. Úlomek váží 31 tun, což ho činí největším v muzeu vystaveným meteoritem na světě. Kvůli své velké váze musel být podepřen sloupy, které prochází skrz podlahu až na skalní podloží pod muzeem. V sále je uloženo také několik tzv. nanodiamantů (diamantů o rozměrech několika nanometrů), které jsou staré více než 5 miliard let, takže pochází z mezihvězdného prachu staršího než je sluneční soustava. Tyto nanodiamanty byly extrahovány chemickou cestou z jednoho nalezeného meteoritu.

### Sály se zkamenělinami

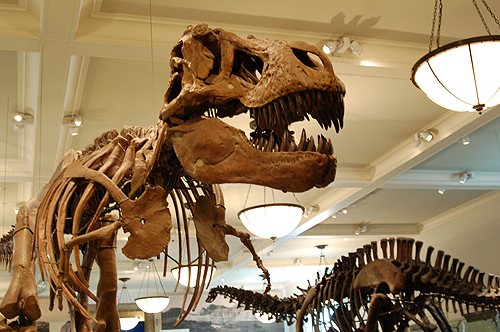
Sál s plazopánvými dinosaury, v popředí kostra tyranosaura AMNH 5027

Většina ze sbírek savčích a dinosauřích zkamenělin zůstává veřejnosti skryta, neboť jsou uchovávány v mnoha skladech umístěných hluboko v muzejním komplexu. Nejvýznamnějším skladem je desetipatrová Childs Frick Building, která stojí na vnitřním nádvoří muzea. Aby během její stavby nebyly narušeny okolní budovy, ocelové nosníky dopravovaly přes jejich střechy obří jeřáby. Protože architekti budovy předpokládali, že zkamenělé kosti budou mít velkou váhu, patřičně ocelovou konstrukci zesílili. V současné době je v budově umístěna největší sbírka fosilních pozůstatků savců a dinosaurů na světě. Tyto nálezy zabírají suterén a 7 nižších podlaží budovy. Ve třech nejvyšších podlažích jsou umístěny laboratoře a úřady. Mnoho z výzkumných programů muzea týkajících se paleontologie obratlovců probíhá právě v této budově.
Některé paleontologické nálezy jsou umístěny i v dalších částech muzea. Např. Whale Bone Storage Room je jeskyni podobný prostor, z jehož stropu se spouští silné navijáky, pomocí nichž lze manipulovat s obřími zkamenělými kostmi.
Velké sbírky zkamenělin, které jsou přístupné veřejnosti, zabírají celé čtvrté poschodí muzea a je jim věnována také stálá výstava v Theodore Roosevelt Memorial Hall při hlavním vstupu do muzea. Výstava ve čtvrtém poschodí věnovaná vývoji obratlovců tvoří okruh, který vede několika budovami. Prohlídka začíná na straně u 77th Street, odkud návštěvníka vede pečlivě vyznačená stezka. Výstava ukazuje různé vývojové větve obratlovců a jejich vzájemné vztahy.
Mnoho vystavených zkamenělin reprezentuje jedinečné historické exempláře, posbírané ve zlatém věku muzea během expedic uspořádaných po celém světě (v letech 1880 až 1930). Podobné expedice se v menším měřítku pořádají i v současnosti.
Výstavní sály ve čtvrtém poschodí zahrnují Sál původu obratlovců, Sál plazopánvých dinosaurů, Sál ptakopánvých dinosarů, Sál primitivních savců a Sál pokročilých savců.

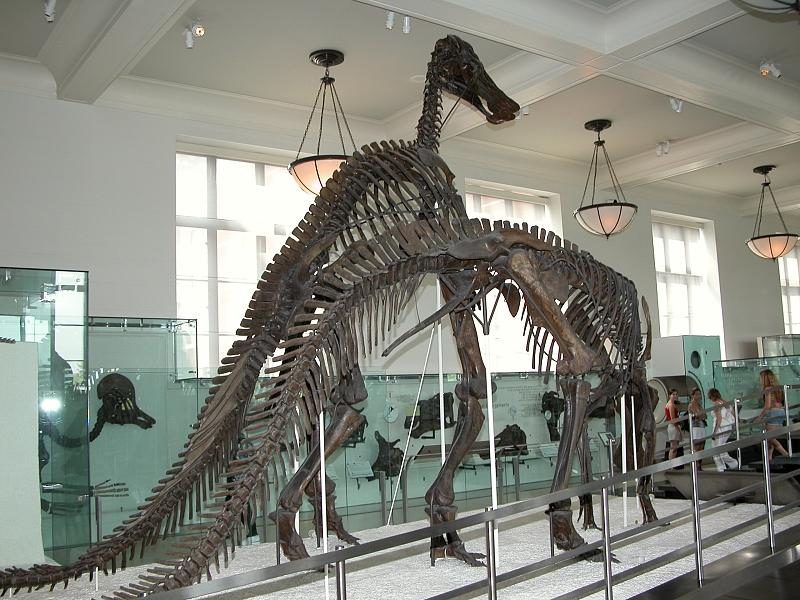
Zkamenělé kostry dinosaurů rodu Anatotitan

Mezi mnoha výjimečnými vystavenými fosiliemi se zde nachází:
- Tyrannosaurus rex (exemplář AMNH 5027)[25]: Kostra je sestavena téměř úplně ze skutečných zkamenělých kostí v horizontální, vyvážené poloze, jako by kráčel. Kosti ve skutečnosti pocházejí ze dvou různých jedinců, které v Montaně v letech 1902 a 1908 objevil známý "lovec dinosaurů" Barnum Brown.[26]
- Mamut: Tyto fosílie pochází ze zvířete, které žilo na území dnešní Indiany před 11 tisíci lety[27]
- Apatosaurus (dříve známý též jako Brontosaurus): Tento obrovský exemplář byl objeven na konci 19. století. Mnoho z jeho kostí jsou originální zkameněliny, ovšem nepodařilo se nalézt jeho lebku. První lebka apatosaura byla nalezena až o mnoho let později, a následně její odlitek na této konstrukci nahradil do té doby mylně použitou lebku dinosaura rodu Camarasaurus.[28]
- Brontops: Vyhynulý savec vzdáleně příbuzný koňům a nosorožcům. Žil před 35 miliony let na území dnešní Jižní Dakoty. Za povšimnutí stojí jeho neobvyklý pár rohů.[29]
- Dvě kostry dinosarů rodu Anatotitan, velkých býložravých ornitopodů
- Kostry dinosaurů rodu Triceratops a Stegosaurus

### Dioramata
Velká dioramata v různých sálech muzea vznikla spojeným úsilím přírodovědců, umělců, fotografů, preparátorů a dalších pracovníků muzea ještě v éře černobílé fotografie, kdy fotografování divoké přírody bylo teprve v počátcích. Tato dioramata tedy lze také považovat za významné historické atrakce. Patří mezi ně např. dioramata v Akeley Hall of African Mammals, což je obrovský sál věnovaný africkým savcům otevřený roku 1936, zachycující mizející život africké divočiny. V těchto prostorách, kde nápadně chybí jakékoliv známky přítomnosti člověka, lze vidět hyperrealistická zobrazení slonů, hrochů, lvů, goril, zeber a různých druhů antilop, včetně vzácně se vyskytující sitatungy. Některá dioramata mají hloubku až 7 m a výšku až 18 m.
Carl Akeley byl významný preparátor chicagského Field Museum a Americké přírodovědné muzeum ho vyslalo do Afriky pro sloní kůže. Akeley si oblíbil africké deštné pralesy a odsoudil pronikání zemědělství a civilizace do dříve nedotčených přírodních lokalit. Akeley se obával, že tyto přírodní oblasti budou trvale ztraceny a předsevzal si, že v muzeu vybuduje sál, který v tomto směru bude americkou veřejnost vzdělávat. Dnes sál nese jeho jméno. Akeley zemřel roku 1926 na infekci, když prozkoumával vulkanickou oblast Kivu v Belgickém Kongu. Podobná oblast je v sále zobrazena v gorilím dioramatu.
Dioramatické umění dosáhlo svého vrcholu kolem roku 1942, kdy byla otevřena Hall of North American Mammals. Vytvoření scén v sále, mezi nimiž je i diorama s bizonem americkým zabírající plochu 40 m², trvalo více než 10 let.
Ačkoliv dnes již dioramata nejsou hlavním způsobem zobrazování vystavovaných exponátů, občas se podobné techniky ještě stále používají. Roku 1997 muzejní umělci a vědci nasbírali různé exempláře ve Středoafrické republice a pořídili tam fotografie, s jejichž pomocí pak napodobili na ploše 300 m² západoafrický deštný prales v sále zvaném Hall of Biodiversity.
Další významná dioramata, z nichž některá pochází až ze 30. let 20. století, byla restaurována v Milstein Hall of Ocean Life. Tento sál je tvořen dvojúrovňovým prostorem o ploše 2700 m² a lze v něm spatřit citlivě sestavený 29 m dlouhý model plejtváka obrovského proplouvajícího kolem projekčních pláten a interaktivních počítačových stanic. Další významné diorama zobrazuje vorvaně obrovského a krakatici obrovskou. Zde se však jedná o směs vědy a umělecké představy, neboť skutečné setkání těchto dvou obrovských stvoření ve více než 800m hloubkách nebylo nikdy zaznamenáno. Další známé diorama zobrazuje korálový útes u ostrova Andros na Bahamách.

### Rose Center a planetárium
Původní Haydenovo planetárium bylo založeno roku 1933 díky daru mecenáše Charlese Haydena. Poprvé bylo otevřeno roku 1935. Roku 2000 pak bylo zbořeno a nahradilo ho Frederick Phineas and Sandra Priest Rose Center for Earth and Space, které bylo vybudováno nákladem 210 milionů dolarů. Novou budovu od architekta Jamese Stewarta Polsheka tvoří velká šestipodlažní krychle v níž je uzavřena 27metrová koule, která budí dojem, jako by se vznášela, ačkoliv ve skutečnosti ji drží podpěrné trámy. Rose Center a přilehlé nádvoří na severní straně muzea jsou považovány za nejvýznamnější příspěvky moderní architektuře Manhattanu. Uvnitř této budovy se ukrývá plocha 30 980 m² věnovaná výzkumu, vzdělávání i výstavám. V těchto prostorách se nachází také astrofyzické oddělení, což je nejnovější výzkumné oddělení Amerického přírodovědného muzea. Polshek je také autorem návrhu Weston Pavilion, což je 13 m vysoká průhledná skleněná konstrukce postavená na ploše 170 m² na západní straně muzea. Tato konstrukce tvoří nový vstup do muzea a je také dalším výstavním prostorem pro exponáty související s astronomií. Planetárium rovněž vydává jeden z nejznámějších astronomických časopisů mezinárodního významu Sky & Telescope.
Svůj hlas ke komentáři prvních prohlídek planetária během otevření nového Rose Center for Earth & Space v roce 200 propůjčil americký herec Tom Hanks. Od té doby zde mohli návštěvníci slyšet i další celebrity jako např. Roberta Redforda či Mayu Angelou.

## V populární kultuře
- V knize J. D. Salingera The Catcher in the Rye (Kdo chytá v žitě) na jednom místě hlavní postava Holden Caulfield zjišťuje, že míří směrem k muzeu, a poznamenává, že se mu líbí především stálost tamních výstav[36]
- V mnoha epizodách animovaného seriálu Time Warp Trio americké kabelové televize Discovery Kids se postavy Joe, Sam a Fred nachází v Americkém přírodovědném muzeu; v jedné z epizod muzeum navštíví v budoucnosti za 90 let
- Ross Geller, postava seriálu Friends (Přátelé), pracuje v prvních dílech v Americkém přírodovědném muzeu
- Muzeum ve filmu Night at the Museum (Noc v muzeu) je založeno na Americkém přírodovědném muzeu. Exteriérové záběry byly pořízeny přímo zde. Přímo ve filmu lze zahlédnout nebo jsou zmíněny Sál afrických savců, Sál plazů, výstava drahokamů a minerálů či Milstein Hall of Ocean Life. Podle představitelů Amerického přírodovědného muzea se díky filmu počet jejich návštěvníků během prázdnin roku 2006 zvýšil o téměř 20 procent.[37]
- Muzeum se opakovaně objevuje v dílech žánru dark fantasy irské autorky Caitlín R. Kiernanové, včetně jejího pátého románu Daughter of Hounds
- Jedna scéna filmu Exorcist II: The Heretic (Vymítač ďábla 2: Kacíř) anglického režiséra Johna Boormana se odehrává přímo před jedním z dioramat muzea
- Několik scén filmu The Day After Tomorrow (Den poté) z roku 2004 se odehrává v sálech muzea
- Muzeum je, jako Newyorské přírodovědné muzeum, oblíbeným prostředím pro mnoho románů Douglase Prestona a Lincolna Childa, včetně románů Relic (Relikvie), Reliquary (Relikviář), The Cabinet of Curiosities (Kabinet kuriozit) či The Book of the Dead (Kniha mrtvých); Preston měl na starosti publikační činnost muzea než se dal na dráhu spisovatele
- Název filmu The Squid and the Whale (Oliheň a velryba) se vztahuje k jednomu dioramatu v Milstein Hall of Ocean Life; diorama se objevuje v závěru filmu
- Na konci kresleného filmu We're Back! A Dinosaur's Story všichni čtyři dinosauři dojdou do Amerického přírodovědného muzea
- Části videohry firmy Sony pro PlayStation Parasite Eve se odehrávaji uvnitř Amerického přírodovědného muzea
- Jedna scéna filmu Malcolm X byla natočena v sále s pravěkými slony
- Román The Great Dinosaur Robbery od Davida Forresta se odehrává v Americkém přírodovědném muzeu, ovšem jeho filmová adaptace One of Our Dinosaurs Is Missing byla zasazena do prostředí Přírodopisného muzea v Londýně
- Fotografka Lori Nix ve svém cyklu Unnatural History (Nepřirozená historie) z roku 2009 představila sérii fotografií malých dioramatických scén v imaginárních muzeích, částečně inspirovaných Americkým přírodovědným muzeem.[38][39]

## Galerie

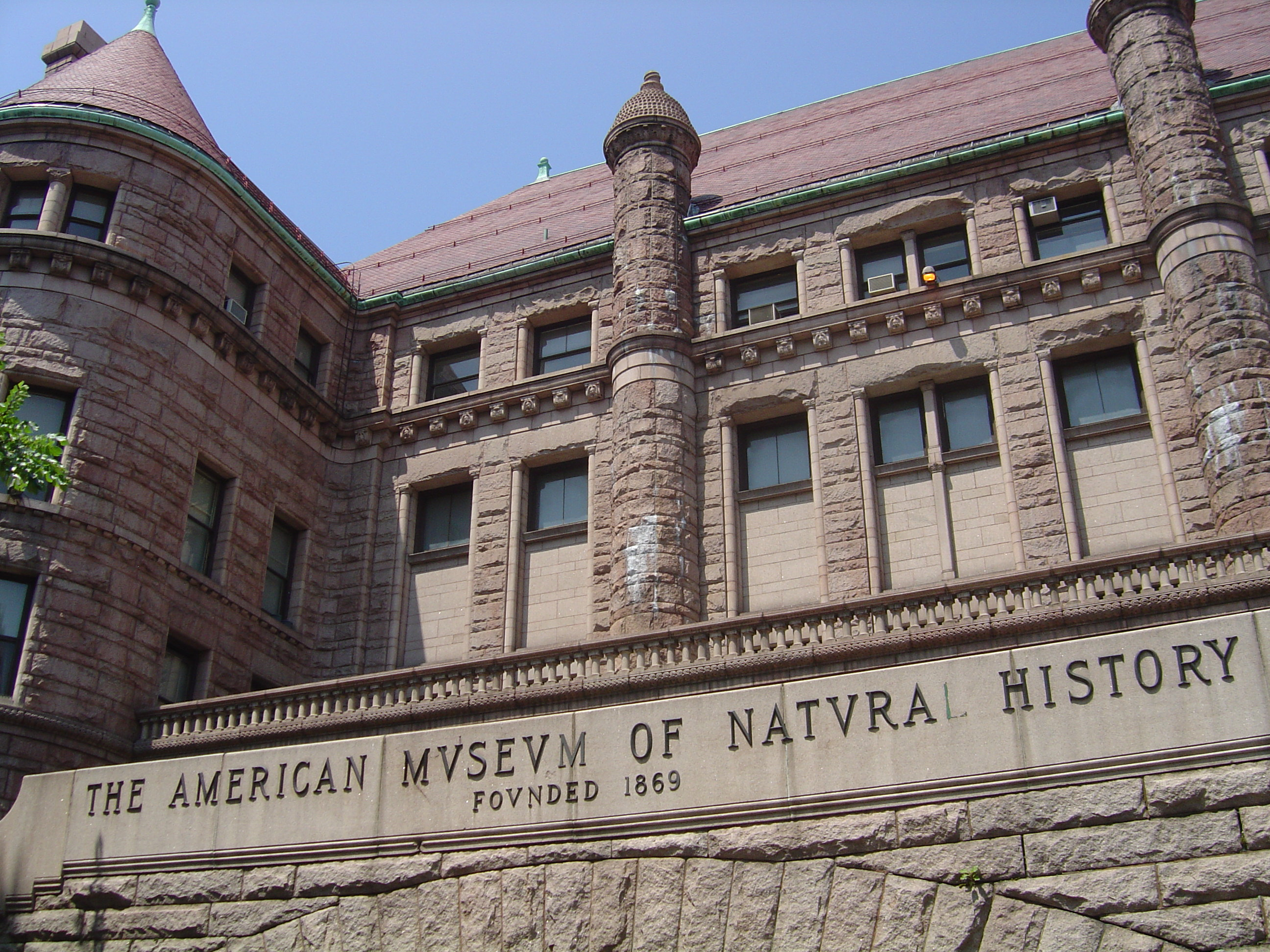
Vstup do muzea ze 77th Street
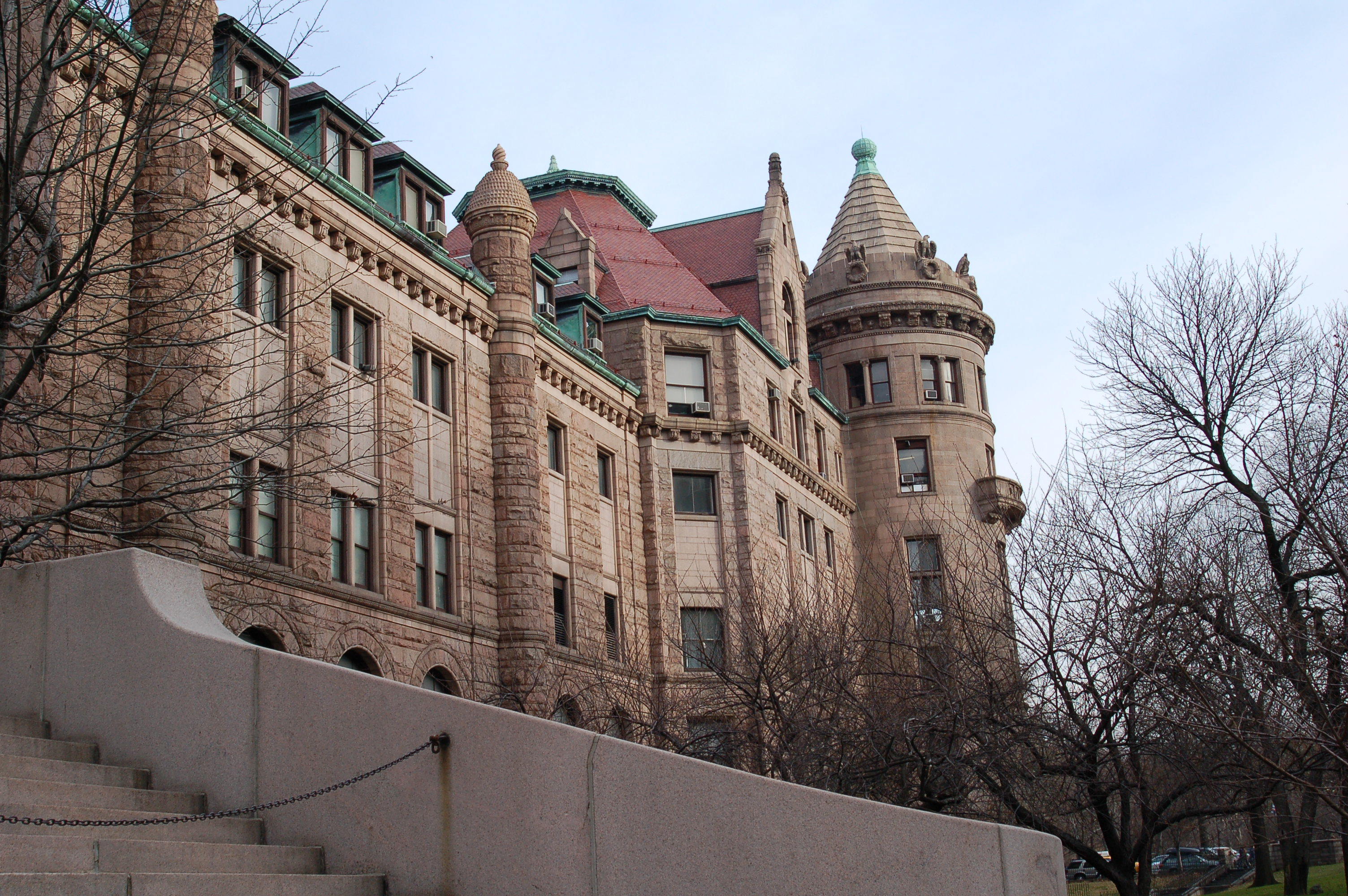
Exteriér muzea
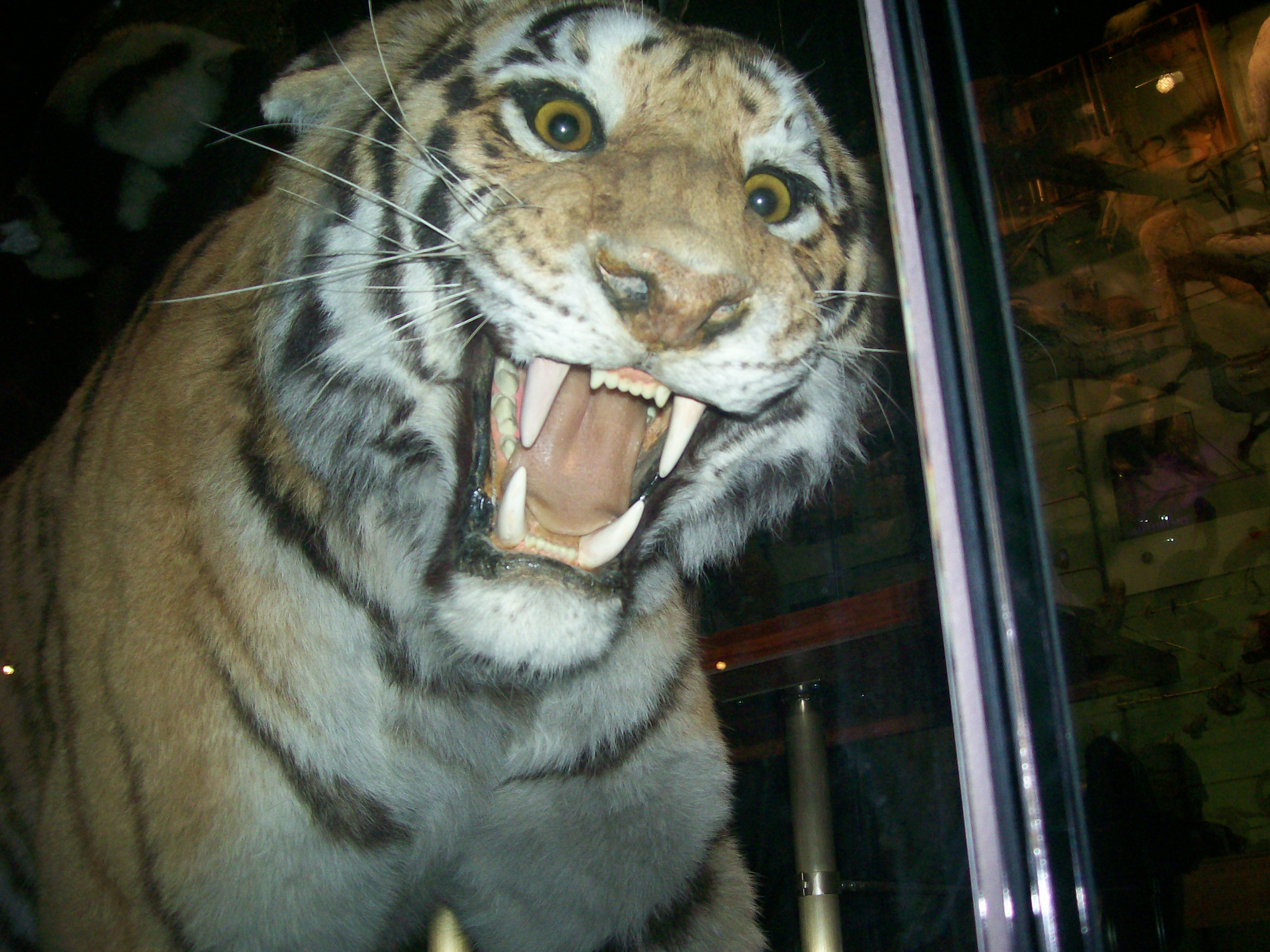
Tygr bengálský
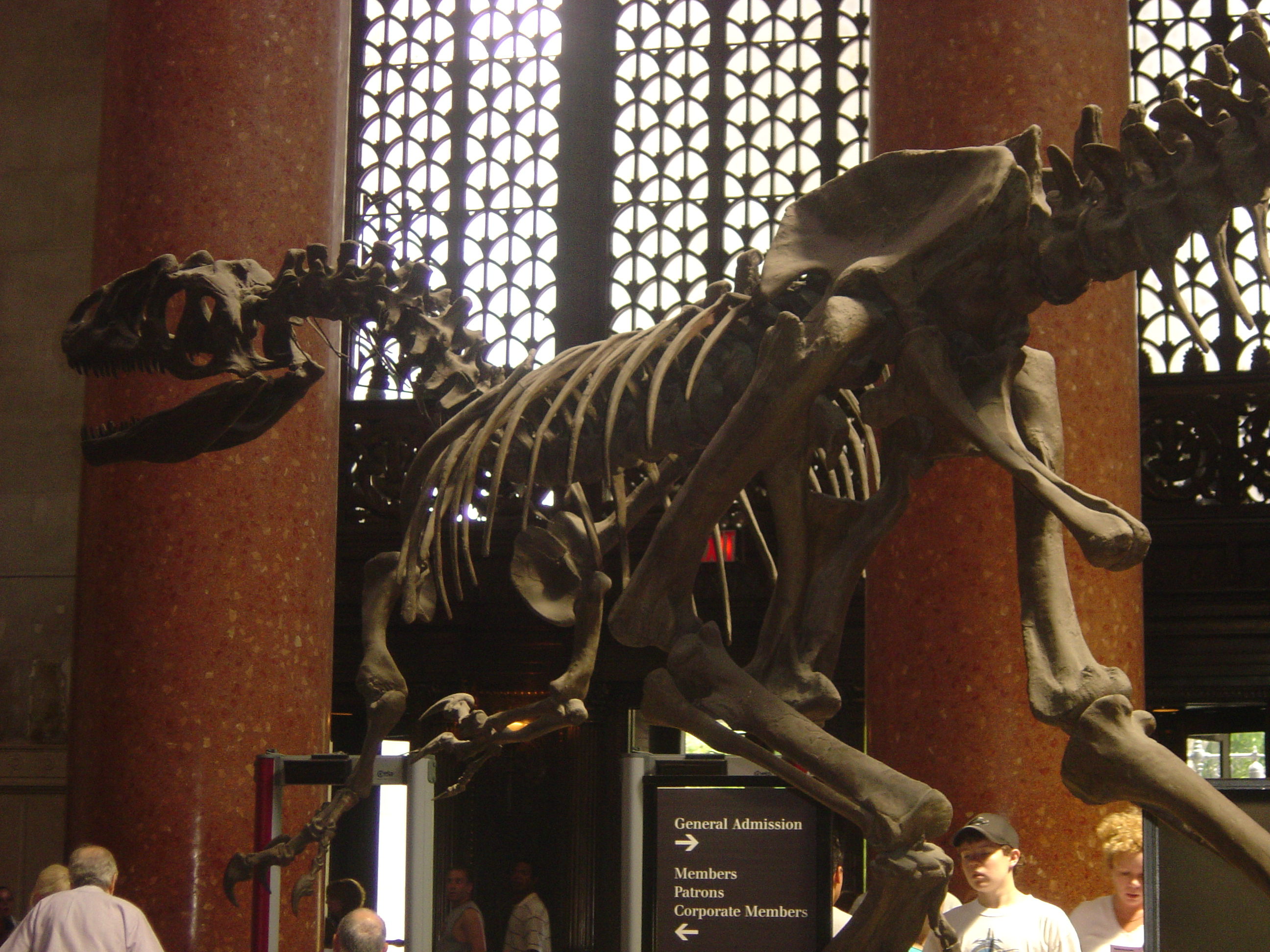
kostra allosaura v Rooseveltově rotundě
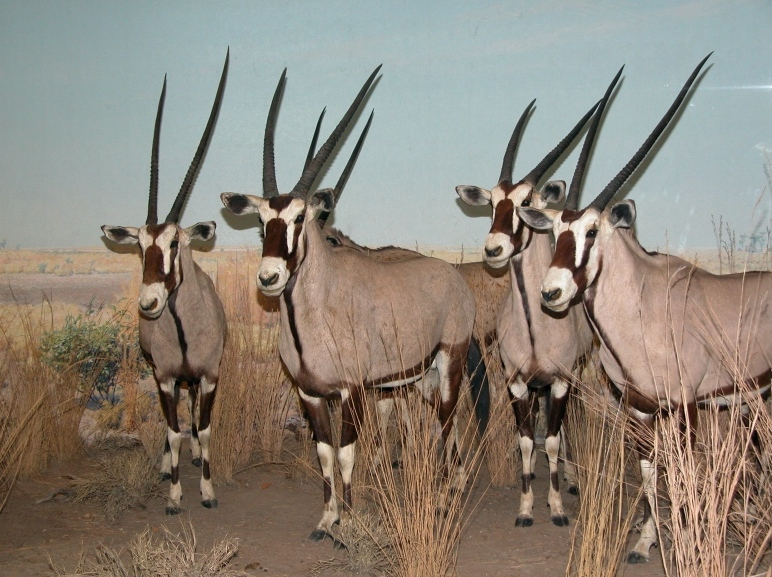
Diorama v Akeley Hall of African Mammals
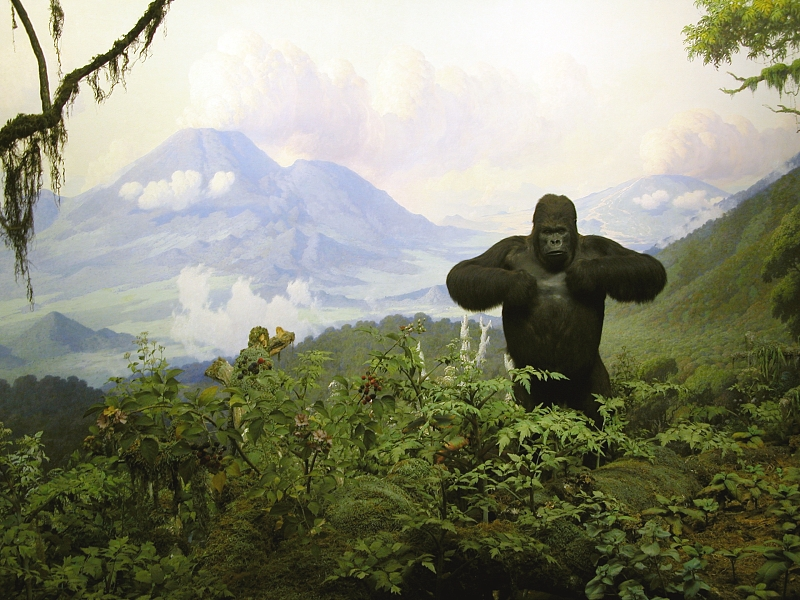
Diorama v Akeley Hall of African Mammals
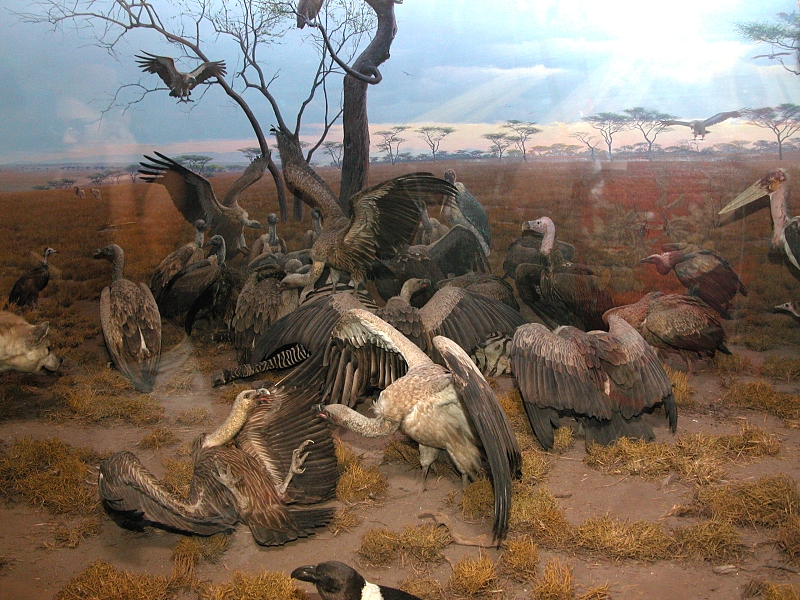
Diorama v Akeley Hall of African Mammals
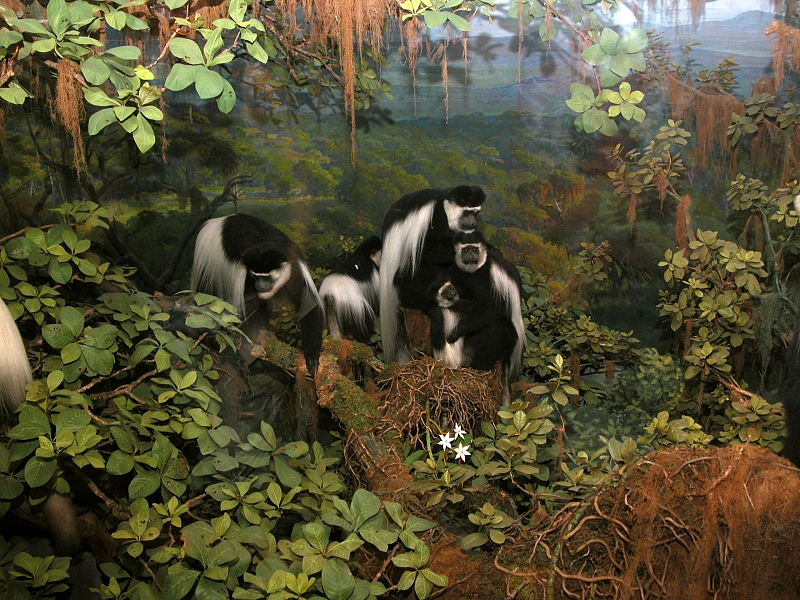
Diorama v Akeley Hall of African Mammals
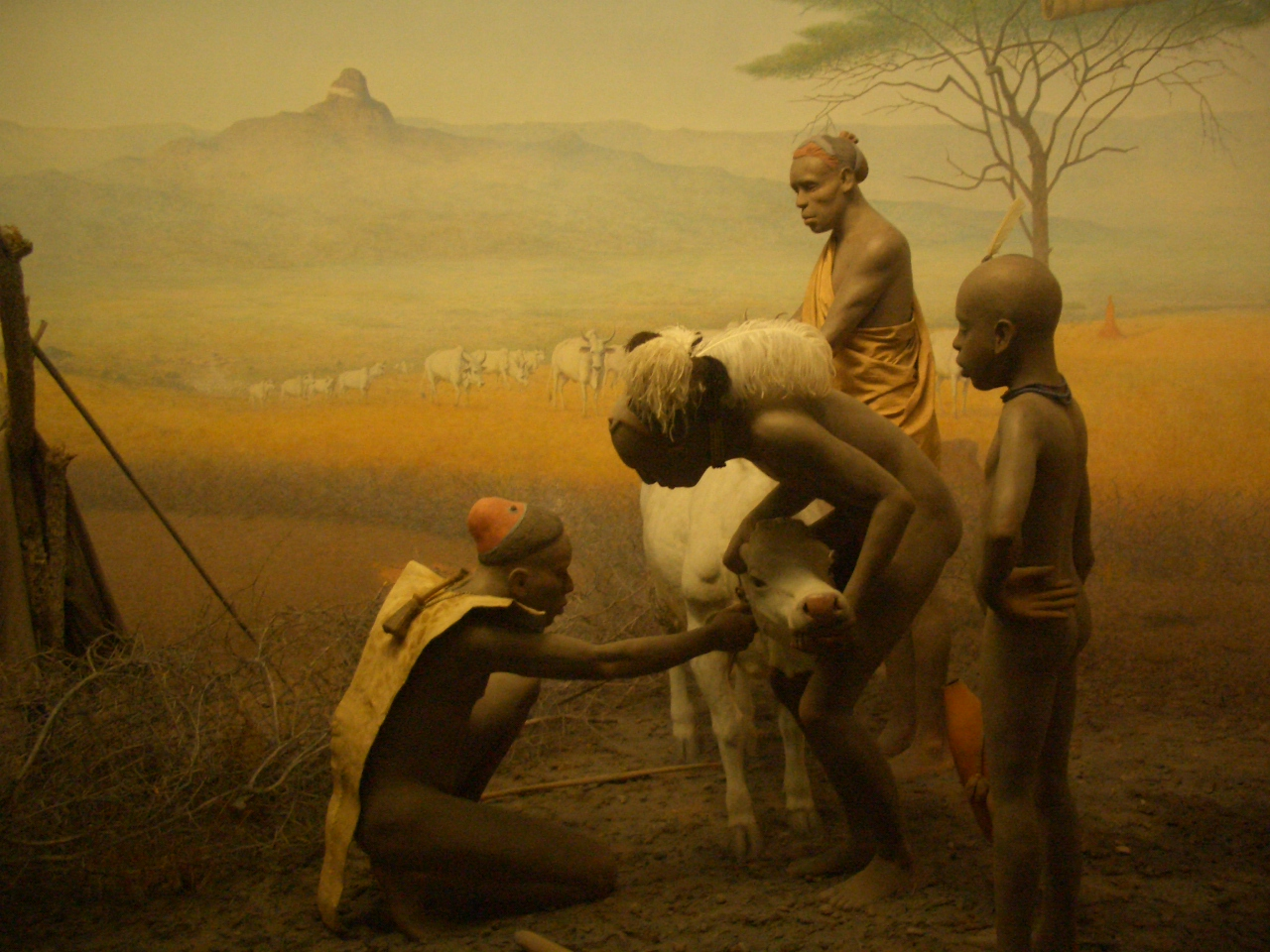
Hall of African Peoples
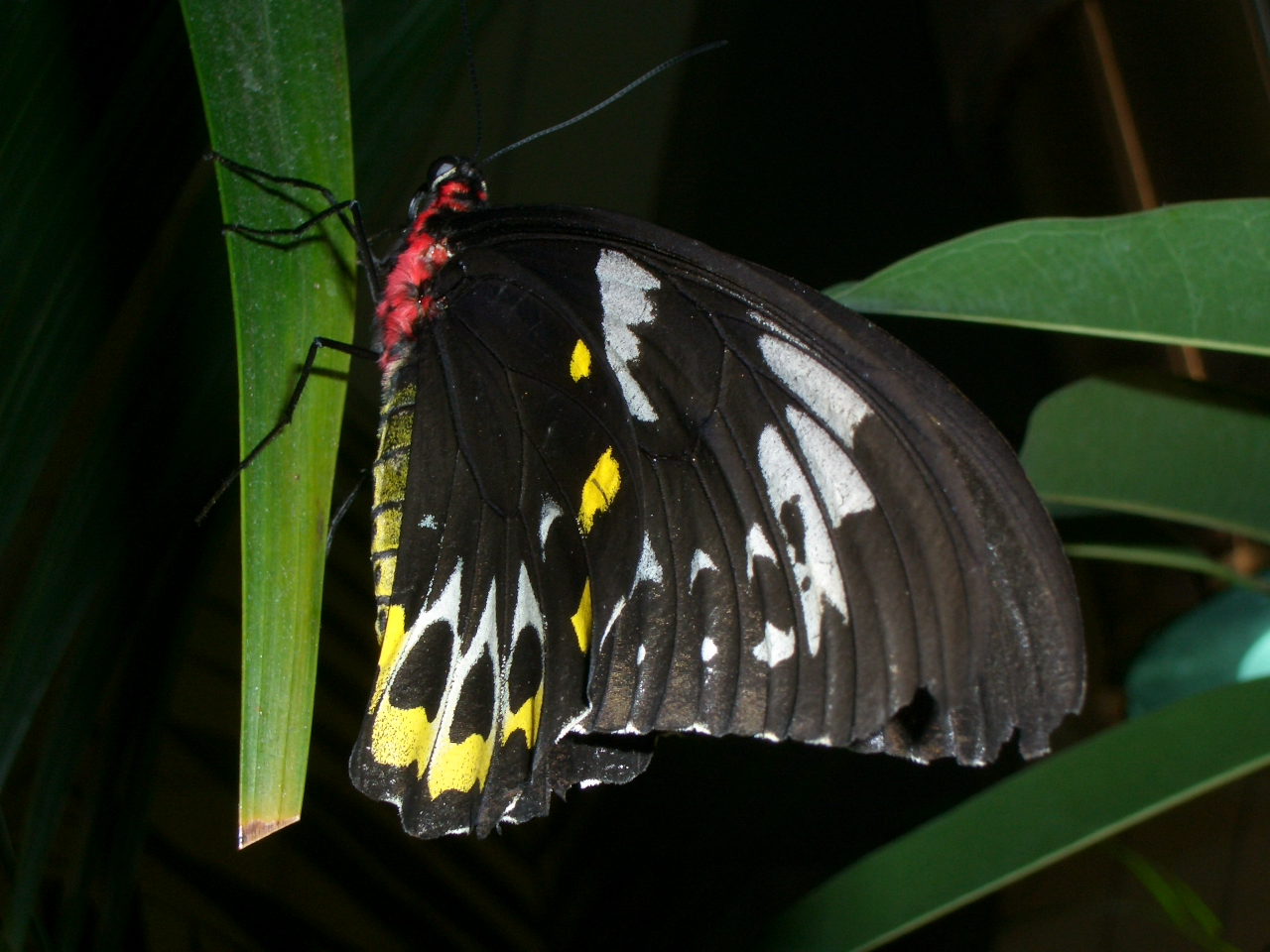
Butterfly Conservatory
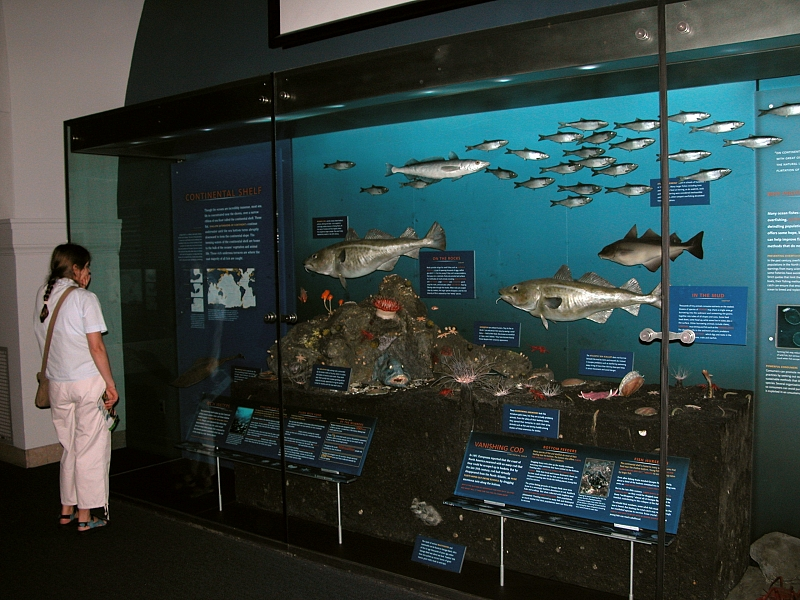
Display v Milstein Hall of Ocean Life
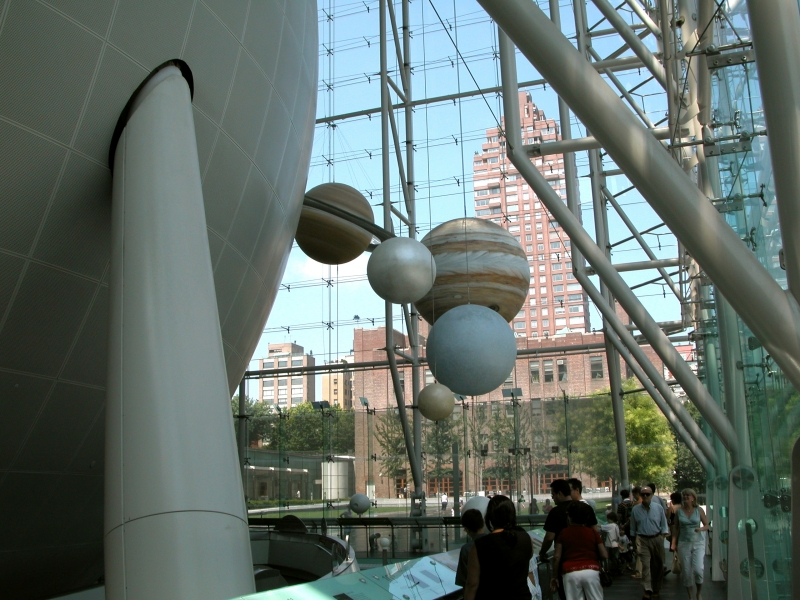
Rose Center for Earth and Space
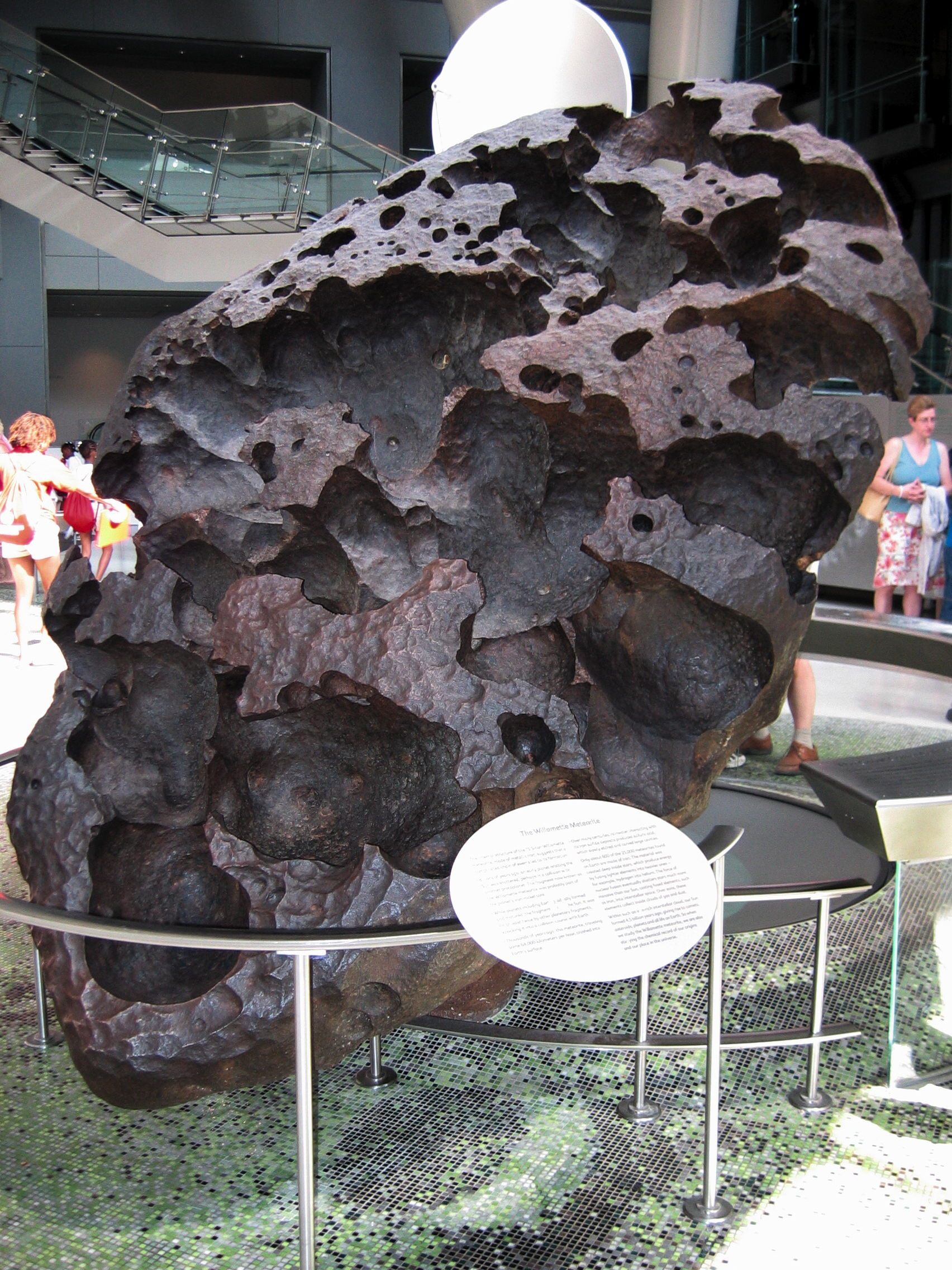
meteorit Willamette
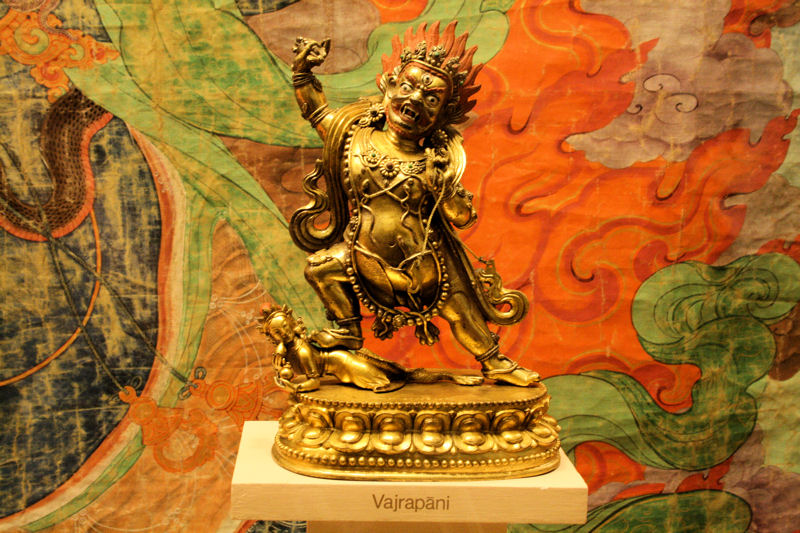
socha tibetského boha Vadžrapániho
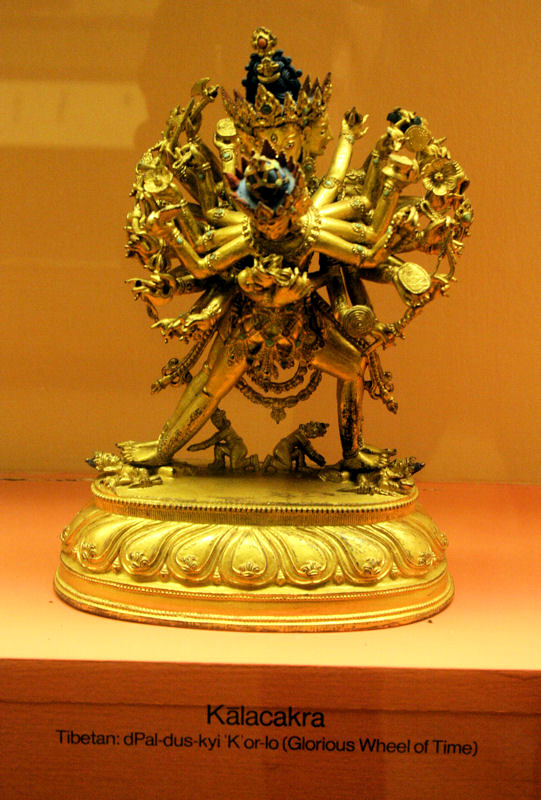
Tibetská socha Kálačakry